# Renault Alaskan

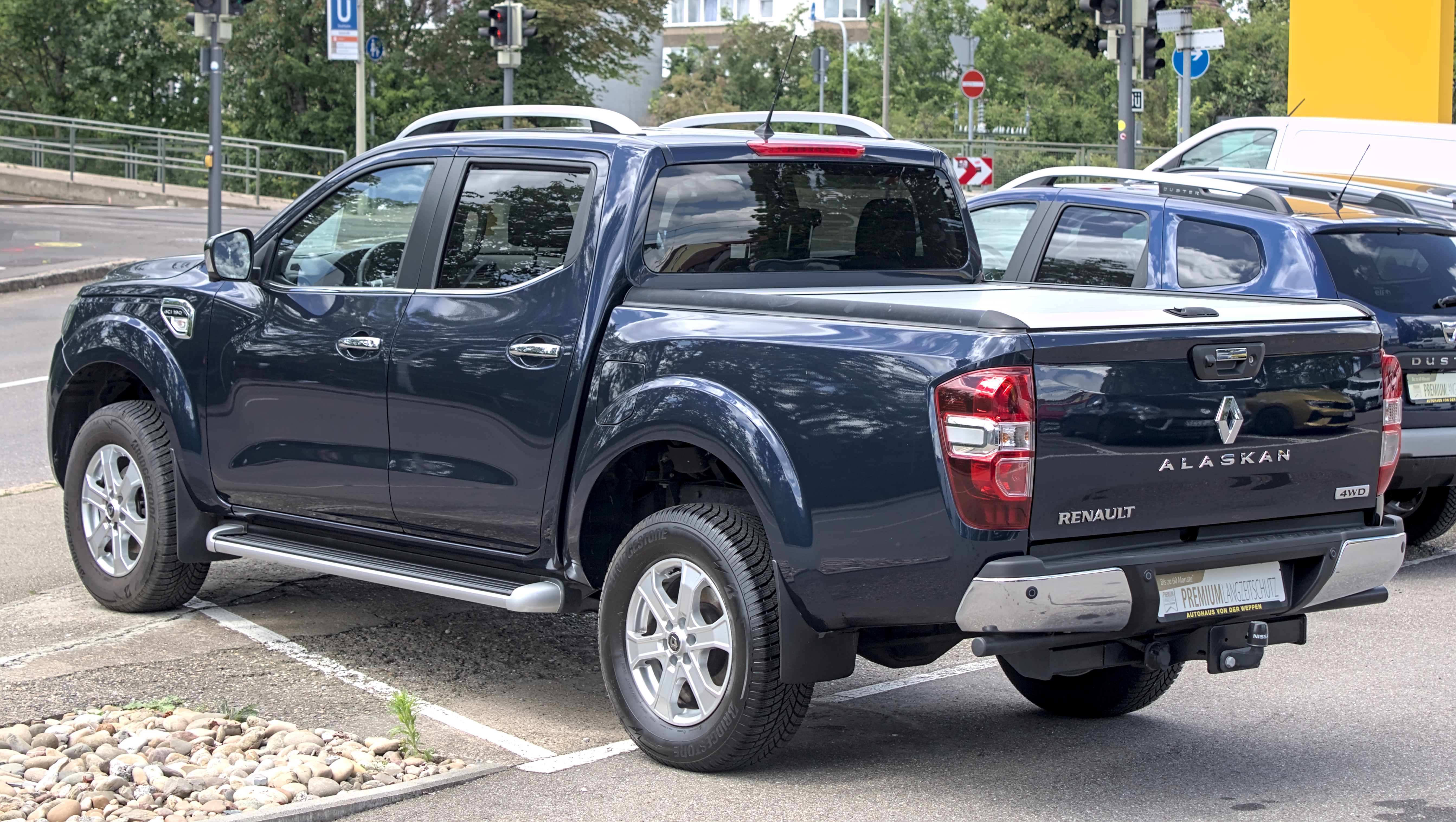
Heckansicht

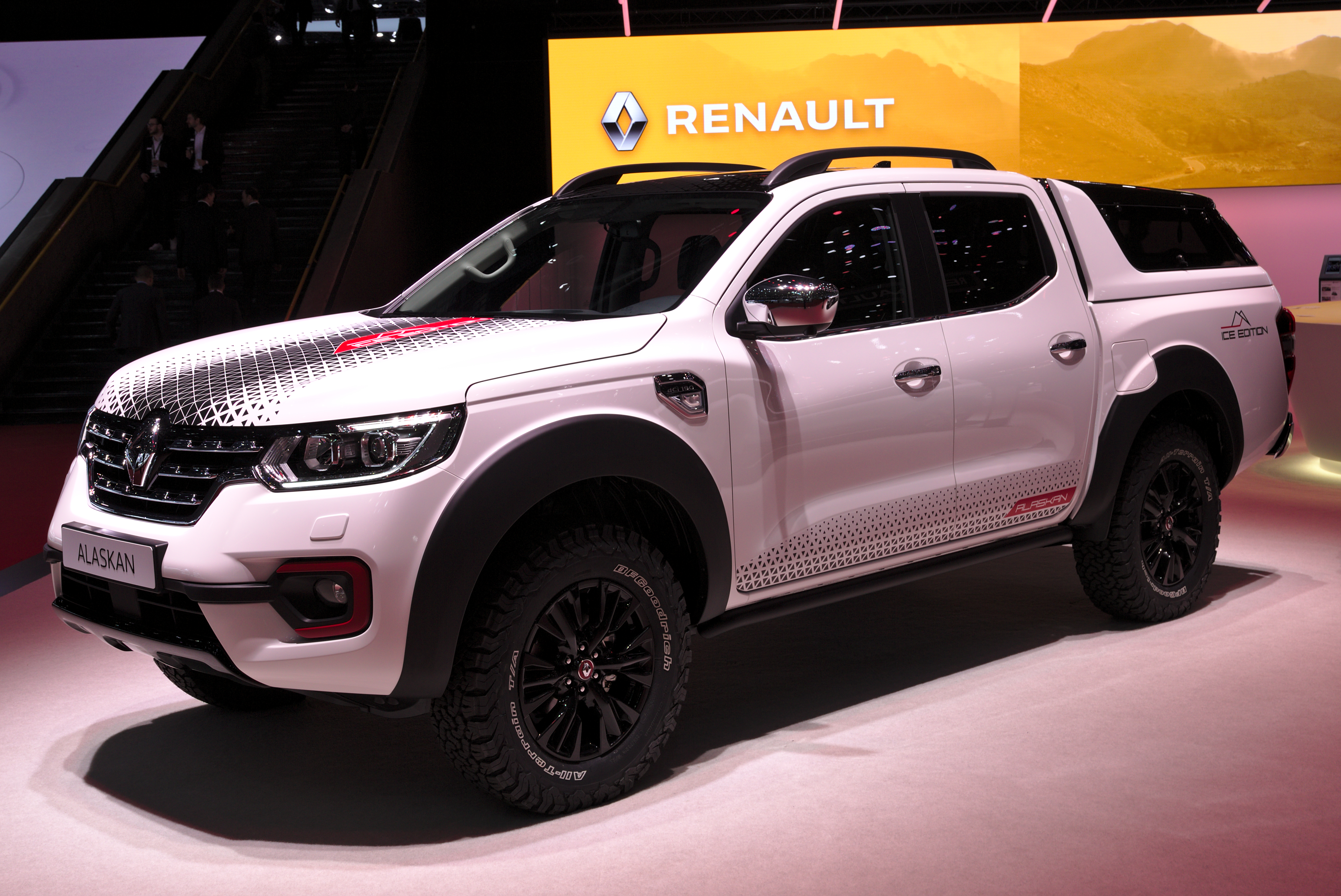
Renault Alaskan Ice Edition auf dem Genfer Auto-Salon 2019

Der Renault Alaskan ist ein Pick-up-Modell des französischen Automobilherstellers Renault. Das Konzeptfahrzeug wurde 2015 auf der IAA in Frankfurt am Main vorgestellt, das Serienfahrzeug wird seit September 2017 verkauft. Die technische Basis sowie der 2,3-Liter-Common-Rail-Dieselmotor, der in zwei Leistungsstufen verfügbar ist, kommt vom Nissan Navara. In Deutschland wurde der Alaskan im Gegensatz zum Navara nur mit Doppelkabine verkauft. Gebaut wurde der Pick-up gemeinsam mit dem Nissan Navara in Barcelona bis 2021, wo bis 2020 auch die ebenfalls baugleiche Mercedes-Benz X-Klasse vom Band lief. Zudem wird die Baureihe für den südamerikanischen Markt seit Herbst 2020 in Argentinien gefertigt.
In Deutschland war der Alaskan bis 2021 in den Ausstattungsvarianten Life (Basisversion), Experience und Intens erhältlich.
Auf dem 89. Genfer Auto-Salon im März 2019 wurde das limitierte Sondermodell Ice Edition vorgestellt.

## Technische Daten
| Kenngrößen                                  | 2.3 dCi 160                                                                                               | 2.3 dCi 190                                                                                               | | |
| Bauzeitraum                                 | seit 09/2017                                                                                              | seit 09/2017                                                                                              | | |
| Motorkenndaten                              | | | | |
| Motortyp                                    | Vierzylinder-Dieselmotor in Reihenbauart, Common-Rail-Einspritzung, Turbolader, vier Ventile pro Zylinder | Vierzylinder-Dieselmotor in Reihenbauart, Common-Rail-Einspritzung, Turbolader, vier Ventile pro Zylinder | Vierzylinder-Dieselmotor in Reihenbauart, Common-Rail-Einspritzung, Turbolader, vier Ventile pro Zylinder | Vierzylinder-Dieselmotor in Reihenbauart, Common-Rail-Einspritzung, Turbolader, vier Ventile pro Zylinder |
| Motorcode                                   | M9T | M9T | | |
| Hubraum                                     | 2298 cm³                                                                                                  | 2298 cm³                                                                                                  | | |
| max. Leistung                               | 118 kW (160 PS) bei 3750/min                                                                              | 140 kW (190 PS) bei 3750/min                                                                              | | |
| max. Drehmoment                             | 403 Nm bei 1500–2500/min                                                                                  | 450 Nm bei 1500–2500/min                                                                                  | | |
| Kraftübertragung                            | | | | |
| Antrieb, serienmäßig                        | Allradantrieb                                                                                             | Allradantrieb                                                                                             | | |
| Getriebe, serienmäßig                       | 6-Gang-Schaltgetriebe                                                                                     | 6-Gang-Schaltgetriebe                                                                                     | | |
| Getriebe, optional                          | — | [7-Stufen-Automatikgetriebe]                                                                              | | |
| Messwerte                                   | | | | |
| Höchstgeschwindigkeit                       | 172 km/h                                                                                                  | 184 km/h [180 km/h]                                                                                       | | |
| Beschleunigung, 0–100 km/h                  | 12,0 s | 10,8 s | | |
| Leergewicht                                 | | 2009 kg                                                                                                   | | |
| Kraftstoffverbrauch auf 100 km (kombiniert) | 6,3 l Diesel                                                                                              | 6,3 l Diesel [6,9 l Diesel]                                                                               | | |
| CO2-Emission (kombiniert)                   | 167 g/km                                                                                                  | 167 g/km [183 g/km]                                                                                       | | |
| Abgasnorm nach EU-Klassifikation:           | Euro 6 | Euro 6 | | |